# Úszás a 2013-as nyári universiadén
A 2013. évi nyári universiadén úszásban – a Nemzetközi Úszószövetség (FINA) aktuális (angol nyelvű) versenyszabályzata alapján – férfiaknál és nőknél 21-21 versenyszámban osztottak érmeket az oroszországi Kazanyban. A versenyeket 2013. július 10. és 17. között rendezték a Vízisportok Palotájában (Aquatics Palace).

## A versenyszámok időrendje
Az úszó versenyek hivatalosan 7 versenynapból állnak. A verseny eseményei helyi idő szerint (GMT +03:00):
| - július 10., szerda - 09:00 – selejtező és előfutam • férfi 400 m-es gyorsúszás • női 50 m-es pillangóúszás • férfi 100 m-es hátúszás • női 400 m-es vegyesúszás • férfi 100 m-es mellúszás • női 200 m-es hátúszás • férfi 50 m-es pillangóúszás • női 4 × 100 m-es gyorsváltó • férfi 4 × 100 m-es gyorsváltó - 19:00 – férfi 400 m-es gyorsúszás döntő - 19:08 – női 50 m-es pillangóúszás elődöntő - 19:15 – férfi 100 m-es hátúszás elődöntő - 19:23 – női 400 m-es vegyesúszás döntő - 19:37 – férfi 100 m-es mellúszás elődöntő - 19:45 – női 200 m-es hátúszás elődöntő - 20:01 – férfi 50 m-es pillangóúszás elődöntő - 20:08 – női 4 × 100 m-es gyorsváltó döntő - 20:15 – férfi 4 × 100 m-es gyorsváltó döntő - július 11., csütörtök - 09:00 – selejtező és előfutam • férfi 200 m-es gyorsúszás • női 100 m-es mellúszás • férfi 100 m-es vegyesúszás • női 100 m-es gyorsúszás • férfi 1500 m-es gyorsúszás - 19:00 – férfi 50 m-es pillangóúszás döntő - 19:04 – női 100 m-es gyorsúszás elődöntő - 19:12 – férfi 100 m-es hátúszás döntő - 19:22 – női 50 m-es pillangóúszás döntő - 19:26 – férfi 100 m-es mellúszás döntő - 19:36 – női 100 m-es mellúszás elődöntő - 19:44 – férfi 200 m-es vegyesúszás elődöntő - 20:00 – női 200 m-es hátúszás döntő - 20:05 – férfi 200 m-es gyorsúszás elődöntő - július 12., péntek - 09:00 – selejtező és előfutam • férfi 200 m-es pillangóúszás • női 200 m-es vegyesúszás • férfi 200 m-es mellúszás • női 100 m-es hátúszás • férfi 50 m-es hátúszás • női 1500 m-es gyorsúszás - 19:00 – férfi 1500 m-es gyorsúszás döntő - 19:18 – férfi 200 m-es mellúszás elődöntő - 19:30 – női 200 m-es vegyesúszás elődöntő - 19:46 – férfi 200 m-es gyorsúszás döntő - 19:51 – női 100 m-es mellúszás döntő - 19:55 – férfi 200 m-es pillangóúszás elődöntő - 20:11 – női 100 m-es gyorsúszás döntő - 20:15 – férfi 200 m-es vegyesúszás döntő - 20:26 – női 100 m-es hátúszás elődöntő - 20:34 – férfi 50 m-es hátúszás elődöntő - július 13., szombat - 09:00 – selejtező és előfutam • női 200 m-es mellúszás • férfi 100 m-es gyorsúszás • női 100 m-es pillangóúszás • férfi 800 m-es gyorsúszás • női 4 × 200 m-es gyorsváltó - 19:00 – női 1500 m-es gyorsúszás döntő - 19:18 – női 200 m-es vegyesúszás döntő - 19:23 – férfi 100 m-es gyorsúszás elődöntő - 19:37 – női 100 m-es pillangóúszás elődöntő - 19:50 – férfi 200 m-es hátúszás döntő - 19:56 – női 100 m-es hátúszás döntő - 20:00 – férfi 200 m-es pillangóúszás döntő - 20:11 – női 200 m-es mellúszás elődöntő - 20:21 – férfi 50 m-es hátúszás döntő - 20:31 – női 4 × 200 m-es gyorsváltó döntő | - július 14., vasárnap - 09:00 – selejtező és előfutam • férfi 200 m-es hátúszás • női 200 m-es gyorsúszás • férfi 100 m-es pillangóúszás • női 50 m-es hátúszás • férfi 50 m-es mellúszás • női 800 m-es gyorsúszás - 19:00 – férfi 800 m-es gyorsúszás döntő - 19:09 – női 200 m-es gyorsúszás elődöntő - 19:19 – férfi 100 m-es pillangóúszás elődöntő - 19:33 – női 200 m-es mellúszás döntő - 19:39 – férfi 100 m-es gyorsúszás döntő - 19:43 – női 50 m-es hátúszás elődöntő - 19:50 – férfi 200 m-es hátúszás elődöntő - 20:12 – női 100 m-es pillangóúszás döntő - 20:16 – férfi 50 m-es mellúszás elődöntő - július 15., hétfő - 09:00 – selejtező és előfutam • női 50 m-es mellúszás • férfi 50 m-es gyorsúszás • női 200 m-es pillangóúszás • női 50 m-es gyorsúszás • férfi 4 × 200 m-es gyorsváltó - 19:00 – női 800 m-es gyorsúszás döntő - 19:18 – női 50 m-es mellúszás elődöntő - 19:25 – férfi 100 m-es pillangóúszás döntő - 19:29 – női 200 m-es gyorsúszás döntő - 19:40 – férfi 50 m-es gyorsúszás elődöntő - 19:59 – női 50 m-es hátúszás döntő - 20:03 – férfi 200 m-es hátúszás döntő - 20:08 – női 200 m-es pillangóúszás elődöntő - 20:18 – férfi 50 m-es mellúszás döntő - 20:34 – női 50 m-es gyorsúszás elődöntő - 20:41 – férfi 4 × 200 m-es gyorsváltó döntő - július 16., kedd - 09:00 – selejtező és előfutam • női 400 m-es gyorsúszás • férfi 400 m-es vegyesúszás • női 4 × 100 m-es vegyes váltó • férfi 4 × 100 m-es vegyes váltó - 19:00 – női 50 m-es gyorsúszás döntő - 19:04 – férfi 50 m-es gyorsúszás döntő - 19:08 – női 50 m-es mellúszás döntő - 19:12 – női 200 m-es pillangóúszás döntő - 19:29 – férfi 400 m-es vegyesúszás döntő - 19:47 – női 400 m-es gyorsúszás döntő - 20:01 – női 4 × 100 m-es vegyes váltó döntő - 20:08 – férfi 4 × 100 m-es vegyes váltó döntő - július 17., szerda - 09:00 – férfi 10 km-es maratonúszás döntő - 09:15 – női 10 km-es maratonúszás döntő |

## A versenyen részt vevő nemzetek
A viadalon 77 nemzet 709 sportolója – 430 férfi és 279 nő – vett részt, az alábbi megbontásban:
| Részt vevő nemzetek férfi / nő megbontásban | Részt vevő nemzetek férfi / nő megbontásban | Részt vevő nemzetek férfi / nő megbontásban | Részt vevő nemzetek férfi / nő megbontásban | Részt vevő nemzetek férfi / nő megbontásban | Részt vevő nemzetek férfi / nő megbontásban | Részt vevő nemzetek férfi / nő megbontásban | Részt vevő nemzetek férfi / nő megbontásban | Részt vevő nemzetek férfi / nő megbontásban |
| ------------------------------------------- | ------------------------------------------- | ------------------------------------------- | ------------------------------------------- | ------------------------------------------- | ------------------------------------------- | ------------------------------------------- | ------------------------------------------- | ------------------------------------------- |
| nemzet                                      | F                                           | N                                           | nemzet                                      | F                                           | N                                           | nemzet                                      | F                                           | N                                           |
| Argentína                                   | 3                                           | 3                                           | Írország                                    | 2                                           | 1                                           | Norvégia                                    | 1                                           | 2                                           |
| Ausztrália                                  | 13                                          | 12                                          | Izrael                                      | 11                                          | 4                                           | Olaszország                                 | 20                                          | 16                                          |
| Ausztria                                    | 3                                           | 2                                           | Japán                                       | 23                                          | 15                                          | Omán                                        | 4                                           | 0                                           |
| Bahama-szigetek                             | 2                                           | 2                                           | Kanada                                      | 19                                          | 19                                          | Oroszország                                 | 33                                          | 23                                          |
| Brazília                                    | 4                                           | 2                                           | Katar                                       | 6                                           | 0                                           | Örményország                                | 1                                           | 1                                           |
| Bulgária                                    | 2                                           | 0                                           | Kenya                                       | 0                                           | 1                                           | Pakisztán                                   | 1                                           | 0                                           |
| Burundi                                     | 0                                           | 1                                           | Kína                                        | 12                                          | 8                                           | Palesztina                                  | 2                                           | 0                                           |
| Comore-szigetek                             | 1                                           | 0                                           | Kínai Köztársaság                           | 5                                           | 4                                           | Paraguay                                    | 4                                           | 0                                           |
| Csehország                                  | 3                                           | 7                                           | Kirgizisztán                                | 3                                           | 1                                           | Peru                                        | 2                                           | 0                                           |
| Curaçao                                     | 1                                           | 0                                           | Kolumbia                                    | 4                                           | 7                                           | Portugália                                  | 1                                           | 1                                           |
| Dél-afrikai Köztársaság                     | 9                                           | 5                                           | Lengyelország                               | 14                                          | 14                                          | Románia                                     | 5                                           | 1                                           |
| Dél-Korea                                   | 2                                           | 2                                           | Lettország                                  | 3                                           | 1                                           | Spanyolország                               | 6                                           | 1                                           |
| Egyesült Királyság                          | 11                                          | 8                                           | Libanon                                     | 5                                           | 3                                           | Srí Lanka                                   | 4                                           | 3                                           |
| Észtország                                  | 5                                           | 2                                           | Liechtenstein                               | 2                                           | 1                                           | Svájc                                       | 9                                           | 2                                           |
| Etiópia                                     | 0                                           | 1                                           | Litvánia                                    | 7                                           | 0                                           | Svédország                                  | 3                                           | 5                                           |
| Fehéroroszország                            | 7                                           | 2                                           | Luxemburg                                   | 1                                           | 0                                           | Szerbia                                     | 2                                           | 1                                           |
| Finnország                                  | 1                                           | 0                                           | Macedónia                                   | 4                                           | 0                                           | Szingapúr                                   | 4                                           | 3                                           |
| Franciaország                               | 17                                          | 8                                           | Magyarország                                | 3                                           | 0                                           | Szlovákia                                   | 1                                           | 3                                           |
| Fülöp-szigetek                              | 8                                           | 4                                           | Makaó                                       | 4                                           | 4                                           | Szlovénia                                   | 1                                           | 0                                           |
| Görögország                                 | 1                                           | 1                                           | Malajzia                                    | 4                                           | 3                                           | Tádzsikisztán                               | 3                                           | 0                                           |
| Grúzia                                      | 5                                           | 0                                           | Málta                                       | 3                                           | 0                                           | Uganda                                      | 2                                           | 0                                           |
| Honduras                                    | 0                                           | 1                                           | Mexikó                                      | 6                                           | 5                                           | Új-Zéland                                   | 3                                           | 5                                           |
| Hong Kong                                   | 7                                           | 7                                           | Mikronézia                                  | 1                                           | 1                                           | Ukrajna                                     | 14                                          | 8                                           |
| Horvátország                                | 3                                           | 1                                           | Mongólia                                    | 5                                           | 2                                           | Uruguay                                     | 1                                           | 0                                           |
| India                                       | 6                                           | 3                                           | Mozambik                                    | 0                                           | 1                                           | USA                                         | 32                                          | 31                                          |
| Indonézia                                   | 6                                           | 2                                           | Németország                                 | 4                                           | 2                                           |                                             |                                             |                                             |

F = férfi, N = nő

## Eredmények

### Éremtáblázat
| #        | nemzet                  | arany | ezüst | bronz | összesen |
| 1        | Oroszország             | 17    | 8     | 4     | 29       |
| 2        | USA                     | 6     | 9     | 9     | 24       |
| 3        | Japán                   | 4     | 9     | 5     | 18       |
| 4        | Ausztria                | 4     | 2     | 4     | 10       |
| 5        | Fehéroroszország        | 4     | 2     | 0     | 6        |
| 6        | Olaszország             | 3     | 3     | 9     | 15       |
| 7        | Ukrajna                 | 1     | 2     | 2     | 5        |
| 8        | Kanada                  | 1     | 1     | 3     | 5        |
| 9        | Lengyelország           | 1     | 0     | 1     | 2        |
| 10       | Magyarország            | 1     | 0     | 0     | 1        |
| 10       | Dél-afrikai Köztársaság | 1     | 0     | 0     | 1        |
| 12       | Franciaország           | 0     | 2     | 0     | 2        |
| 13       | Kína                    | 0     | 1     | 0     | 1        |
| 13       | Csehország              | 0     | 1     | 0     | 1        |
| 13       | Írország                | 0     | 1     | 0     | 1        |
| 16       | Egyesült Királyság      | 0     | 0     | 3     | 3        |
| 17       | Horvátország            | 0     | 0     | 1     | 1        |
| 17       | Németország             | 0     | 0     | 1     | 1        |
| 17       | Görögország             | 0     | 0     | 1     | 1        |
| összesen | összesen                | 43    | 41    | 43    | 127      |

### Éremszerzők
| versenyszám                  | arany                                                                                  | arany       | ezüst                                                                             | ezüst     | bronz                                                                             | bronz     |
| férfiak                      |                                                                                        |             |                                                                                   |           |                                                                                   |           |
| 50 m-es gyorsúszás           | Vlagyimir Morozov                                                                      | 21,67 UR    | Andrej Grecsin                                                                    | 22,10     | Andriy Hovorov                                                                    | 22,17     |
| 100 m-es gyorsúszás          | Vlagyimir Morozov                                                                      | 47,62 UR    | Nyikita Lobincev                                                                  | 48,54     | Michele Santucci                                                                  | 49,30     |
| 200 m-es gyorsúszás          | Danyila Izotov                                                                         | 1:45,48 UR  | Nyikita Lobincev                                                                  | 1:46,30   | Paweł Korzeniowski                                                                | 1:46,91   |
| 400 m-es gyorsúszás          | Ryan Napoleon                                                                          | 3:48,96     | Jamamoto Kóhei                                                                    | 3:49,03   | Hidaka Fumija                                                                     | 3:50,63   |
| 800 m-es gyorsúszás          | Jamamoto Kóhei                                                                         | 7:49,96     | Serhiy Frolov                                                                     | 7:51,02   | Eric Hedlin                                                                       | 7:53,78   |
| 1500 m-es gyorsúszás         | Sean Ryan                                                                              | 14:57,33    | Jamamoto Kóhei                                                                    | 15:00,15  | Serhiy Frolov                                                                     | 15:02,63  |
|                              |                                                                                        |             |                                                                                   |           |                                                                                   |           |
| 50 m-es hátúszás             | Benjamin Treffers                                                                      | 24,86       | Vlagyimir Morozov                                                                 | 24,87     | Stefano Pizzamiglio                                                               | 24,92     |
| 100 m-es hátúszás            | Sirai Juki                                                                             | 53,70       | Benjamin Treffers                                                                 | 53,76     | Jacob Pebley                                                                      | 54,11     |
| 200 m-es hátúszás            | Jack Conger                                                                            | 1:55,47     | Sirai Juki                                                                        | 1:56,95   | Jacob Pebley                                                                      | 1:57,43   |
|                              |                                                                                        |             |                                                                                   |           |                                                                                   |           |
| 50 m-es mellúszás            | Giulio Zorzi                                                                           | 27,44       | Andrea Toniato                                                                    | 27,53     | Vlagyimir Morozov                                                                 | 27,70     |
| 100 m-es mellúszás           | Koszeki Jasuhiró                                                                       | 1:00,00     | Mihail Alekszandrov                                                               | 1:00,30   | Edoardo Giorgetti                                                                 | 1:00,36   |
| 200 m-es mellúszás           | Vjacseszlav Szinykevics                                                                | 2:09,78     | Takahasi Jukihiro                                                                 | 2:10,35   | Luca Pizzini                                                                      | 2:10,99   |
|                              |                                                                                        |             |                                                                                   |           |                                                                                   |           |
| 50 m-es pillangóúszás        | Javhen Curkin                                                                          | 23,28       | nem adták ki                                                                      |           | Piero Codia                                                                       | 23,38     |
| 50 m-es pillangóúszás        | Andrij Hovorov                                                                         | 23,28       | nem adták ki                                                                      |           | Piero Codia                                                                       | 23,38     |
| 100 m-es pillangóúszás       | Paweł Korzeniowski                                                                     | 51,75       | Javhen Curkin                                                                     | 51,80     | Jevgenyij Koptelov                                                                | 52,04     |
| 200 m-es pillangóúszás       | Biczó Bence                                                                            | 1:55,32     | Hirai Kenta                                                                       | 1:55,90   | Sztéfanosz Dimitriádisz                                                           | 1:57,36   |
|                              |                                                                                        |             |                                                                                   |           |                                                                                   |           |
| 200 m-es vegyesúszás         | Justin James                                                                           | 1:58,35     | Hiromasa Fujimori                                                                 | 1:58,76   | Takahiro Tsutsumi                                                                 | 1:59,54   |
| 400 m-es vegyesúszás         | Michael Weiss                                                                          | 4:12,00 UR  | Takeharu Fujimori                                                                 | 4:13,43   | Lewis Smith                                                                       | 4:16,86   |
|                              |                                                                                        |             |                                                                                   |           |                                                                                   |           |
| 4 × 100 m-es gyorsváltó      | Oroszország Andrej Grecsin Danyila Izotov Nyikita Lobincev Vlagyimir Morozov           | 3:10,88 UR  | Ausztrália Andrew Abood Daniel Arnamnart Jayden Hadler Justin James               | 3:16,33   | Olaszország Lorenzo Benatti Gianluca Maglia Stefano Pizzamiglio Michele Santucci  | 3:16,64   |
| 4 × 200 m-es gyorsváltó      | Oroszország Danyila Izotov Nyikita Lobincev Artyom Lobuzov Alekszandr Szuhorukov       | 7:05,49 UR  | USA Michael Weiss Michael Wynalda Austin Surhoff Matthew Barber                   | 7:13,58   | Ausztrália Ryan Napoleon Justin James George O’Brien Shane Asbury                 | 7:15,50   |
| 4 × 100 m-es vegyes váltó    | Oroszország Vlagyimir Morozov Kirill Sztrelnyikov Jevgenyij Koptelov Andrej Grecsin    | 3:34,27     | Japán Sirai Juki Koszeki Jasuhiró Umemoto Maszajuki Nakamura Kacumi               | 3:34,41   | USA Jack Conger Mihail Alekszandrov Kyler Van Swol Michael Wynalda                | 3:34,63   |
|                              |                                                                                        |             |                                                                                   |           |                                                                                   |           |
| 10 km-es maratonúszás        | Matteo Furlan                                                                          | 1:56:12,4   | Romain Beraud                                                                     | 1:56:14,4 | Andreas Waschburger                                                               | 1:56:16,3 |
| nők                          |                                                                                        |             |                                                                                   |           |                                                                                   |           |
| 50 m-es gyorsúszás           | Aljakszandra Heraszimenya                                                              | 24,48 UR    | Anna Santamans                                                                    | 24,81     | Megan Romano                                                                      | 24,98     |
| 100 m-es gyorsúszás          | Aljakszandra Heraszimenya                                                              | 53,50 UR    | Veronyika Popova                                                                  | 54,12     | Megan Romano                                                                      | 54,45     |
| 200 m-es gyorsúszás          | Viktorija Andrejeva                                                                    | 1:57,31 UR  | Veronyika Popova                                                                  | 1:57,40   | Caitlin McClatchey                                                                | 1:58,20   |
| 400 m-es gyorsúszás          | Martina de Memme                                                                       | 4:07,69     | Jelena Szokolova                                                                  | 4:08,51   | Caitlin McClatchey                                                                | 4:08,77   |
| 800 m-es gyorsúszás          | Martina de Memme                                                                       | 8:28,09     | Stephanie Peacock                                                                 | 8:28,21   | Ashley Steenvoorden                                                               | 8:29,79   |
| 1500 m-es gyorsúszás         | Stephanie Peacock                                                                      | 16:04,44 UR | Ashley Steenvoorden                                                               | 16:07,89  | Martina Rita Caramignoli                                                          | 16:19,71  |
|                              |                                                                                        |             |                                                                                   |           |                                                                                   |           |
| 50 m-es hátúszás             | Anasztaszija Zujeva                                                                    | 27,89 UR    | Aljakszandra Heraszimenya                                                         | 28,01     | Madison Wilson                                                                    | 28,33     |
| 100 m-es hátúszás            | Anasztaszija Zujeva                                                                    | 59,83 UR    | Megan Romano                                                                      | 59,85     | Madison Wilson                                                                    | 1:00,65   |
| 200 m-es hátúszás            | Madison Wilson                                                                         | 2:09,22     | Daryna Zevina                                                                     | 2:09,41   | Hayle White                                                                       | 2:09,84   |
|                              |                                                                                        |             |                                                                                   |           |                                                                                   |           |
| 50 m-es mellúszás            | Julija Jefimova                                                                        | 30,12 UR    | Petra Chocová                                                                     | 30,99     | Valentyina Artyemjeva                                                             | 31,39     |
| 100 m-es mellúszás           | Julija Jefimova                                                                        | 1:05,48 UR  | Fiona Doyle                                                                       | 1:07,66   | Laura Sogar                                                                       | 1:07,78   |
| 200 m-es mellúszás           | Julija Jefimova                                                                        | 2:24,10     | Laura Sogar                                                                       | 2:25,33   | Motegi Mio                                                                        | 2:25,73   |
|                              |                                                                                        |             |                                                                                   |           |                                                                                   |           |
| 50 m-es pillangóúszás        | Aljakszandra Heraszimenya                                                              | 25,84 UR    | Katerine Savard                                                                   | 26,05     | Elena Gemo                                                                        | 26,28     |
| 50 m-es pillangóúszás        | Aljakszandra Heraszimenya                                                              | 25,84 UR    | Katerine Savard                                                                   | 26,05     | Silvia Di Pietro                                                                  | 26,28     |
| 100 m-es pillangóúszás       | Katerine Savard                                                                        | 57,63 UR    | Fan Kuo                                                                           | 58,98     | Kobajasi Nao                                                                      | 58,99     |
| 200 m-es pillangóúszás       | Fudzsita Kona                                                                          | 2:09,66     | Kobajasi Nao                                                                      | 2:10,65   | Jana Martyinova                                                                   | 2:10,72   |
|                              |                                                                                        |             |                                                                                   |           |                                                                                   |           |
| 200 m-es vegyesúszás         | Viktorija Andrejeva                                                                    | 2:12,32     | Sarah Henry                                                                       | 2:12,69   | Melanie Margalis                                                                  | 2:12,96   |
| 400 m-es vegyesúszás         | Jana Martyinova                                                                        | 4:39,02     | Meghan Hawthorne                                                                  | 4:40,40   | Simizu Szakiko                                                                    | 4:42,09   |
|                              |                                                                                        |             |                                                                                   |           |                                                                                   |           |
| 4 × 100 méteres gyorsváltó   | Oroszország Viktorija Andrejeva Darja Beljakina Margarita Nyeszterova Veronyika Popova | 3:38,15 UR  | USA Rachael Acker Liv Jensen Andrea Murez Megan Romano                            | 3:38,60   | Kanada Caroline Lapierre-Lemire Brittany MacLean Sandrine Mainville Paige Schultz | 3:40,71   |
| 4 × 200 méteres gyorsváltó   | USA Andrea Murez Sarah Henry Chelsea Chenault Megan Romano                             | 7:55,53     | Oroszország Veronyika Popova Darja Beljakina Jelena Szokolova Viktorija Andrejeva | 7:55,76   | Kanada Lindsay Delmar Brittany MacLean Paige Schultz Savannah King                | 8:02,73   |
| 4 × 100 méteres vegyes váltó | Oroszország Anasztaszija Zujeva Julija Jefimova Veronyika Popova Viktorija Andrejeva   | 3:58,04 UR  | Olaszország Elena Gemo Giulia de Ascentis Elena di Liddo Erika Ferraioli          | 4:02,61   | USA Cindy Tran Laura Sogar Kelsey Floyd Megan Romano                              | 4:02,71   |
|                              |                                                                                        |             |                                                                                   |           |                                                                                   |           |
| 10 km-es maratonúszás        | Ashley Twichell                                                                        | 2:05:00,9   | Aurora Ponsele                                                                    | 2:05:31,9 | Karla Šitić                                                                       | 2:05:32,1 |

______
UR – universiade rekord